# 예고살인자
《예고살인자》(영어: The Traveler)는 2010년에 공개된 미국과 캐나다의 비디오 공포 영화이다.

## 출연진
- 딜런 닐
- 밸 킬머
- 폴 맥길리언
- 커밀 설리번
- 넬스 레너슨
- 크리스 고티에이
- 존 커시니
- 시에라 핏킨
- 퍼누
- 드니스

## 기타 제작진
- 공동 제작: 지미 드브라방, 마이클 오블러위츠
- 라인 제작: 크리스 루돌프
- 배역: 스튜어트 에이킨스, 숀 코시
- 미술·세트: 시드니 샤프
- 분장: 제니퍼 킵스
- 의상: 린 켈리
- 음향 감독: 커비 지나
- 제작 관리: 에릭 맥도널드